# Barcragujn chumb (2016/2017)
Rozgrywki Barcragujn chumb w sezonie 2016/17 były 25. w historii najwyższej klasy rozgrywkowej piłki nożnej w Armenii. Rozpoczęły się 6 sierpnia 2016 roku, a zakończyły się 31 maja 2017. W lidze wzięło udział 6 drużyn. Tytuł mistrzowski zdobył Alaszkert, a królami strzelców zostali Artak Jedigarian oraz Mihran Manasjan z tejże drużyny.

## Drużyny
| Uczestnicy poprzedniej edycji                                                                                 | Uczestnicy poprzedniej edycji | Uczestnicy poprzedniej edycji | Uczestnicy poprzedniej edycji |
| --- | ----------------------------- | ----------------------------- | ----------------------------- |
| ALA | Alaszkert                     | 1                             |                               |
| SZI | Szirak Giumri                 | 2                             |                               |
| PIU | Piunik Erywań                 | 3                             |                               |
| GDZ | Gandzasar Kapan               | 4                             |                               |
| ARA | Ararat Erywań                 | 5                             |                               |
| BAN | Bananc Erywań                 | 6                             |                               |
| Oznaczenia: - kolumna pierwsza – skróty nazw drużyn, - kolumna trzecia – miejsce zajęte w poprzednim sezonie. |                               |                               |                               |

## Tabela
| Lp. | Drużyna              | M  | Z  | R | P  | B+ | B- | +/– | Pkt | Kwalifikacja                                |
| --- | -------------------- | -- | -- | - | -- | -- | -- | --- | --- | ------------------------------------------- |
| 1   | Alaszkert Erywań (M) | 30 | 19 | 7 | 4  | 59 | 26 | +33 | 64  | Liga Mistrzów UEFA • I runda kwalifikacyjna |
| 2   | Gandzasar Kapan      | 30 | 17 | 6 | 7  | 38 | 24 | +14 | 57  | Liga Europy UEFA • I runda kwalifikacyjna   |
| 3   | Szirak Giumri        | 30 | 16 | 5 | 9  | 31 | 24 | +7  | 53  | Liga Europy UEFA • I runda kwalifikacyjna   |
| 4   | Piunik Erywań        | 30 | 12 | 9 | 9  | 35 | 27 | +8  | 45  | Liga Europy UEFA • I runda kwalifikacyjna   |
| 5   | FC Banants           | 30 | 5  | 6 | 19 | 18 | 44 | −26 | 21  |                                             |
| 6   | Ararat Erywań        | 30 | 3  | 3 | 24 | 17 | 53 | −36 | 12  |                                             |

### Wyniki
| Gospodarz \ Gość | ALA | ARA | BAN | GAN | PYU | SHI |
| ---------------- | --- | --- | --- | --- | --- | --- |
| Alaszkert Erywań |     | 1–3 | 3–0 | 0–0 | 0–0 | 1–1 |
| Ararat Erywań    | 1–2 |     | 0–2 | 0–2 | 0–0 | 0–1 |
| FC Banants       | 0–3 | 1–0 |     | 4–1 | 0–1 | 0–1 |
| Gandzasar Kapan  | 0–2 | 2–0 | 4–0 |     | 1–0 | 0–1 |
| Piunik Erywań    | 1–2 | 4–0 | 2–1 | 3–0 |     | 0–0 |
| Szirak Giumri    | 2–2 | 1–0 | 0–1 | 1–0 | 3–1 |     |

| Gospodarz \ Gość | ALA | ARA | BAN | GAN | PYU | SHI |
| ---------------- | --- | --- | --- | --- | --- | --- |
| Alaszkert Erywań |     | 4–1 | 4–1 | 0–4 | 0–0 | 3–0 |
| Ararat Erywań    | 0–3 |     | 1–1 | 0–1 | 1–2 | 0–1 |
| FC Banants       | 1–2 | 0–0 |     | 1–1 | 0–3 | 1–2 |
| Gandzasar Kapan  | 1–2 | 1–0 | 1–0 |     | 2–0 | 1–0 |
| Piunik Erywań    | 2–1 | 3–0 | 1–1 | 0–0 |     | 0–2 |
| Szirak Giumri    | 0–0 | 2–0 | 1–0 | 1–2 | 0–1 |     |

| Gospodarz \ Gość | ALA | ARA | BAN | GAN | PYU | SHI |
| ---------------- | --- | --- | --- | --- | --- | --- |
| Alaszkert Erywań |     | 3–1 | 2–0 | 1–2 | 3–3 | 3–1 |
| Ararat Erywań    | 1–4 |     | 1–0 | 1–2 | 1–0 | 2–3 |
| FC Banants       | 0–3 | 2–1 |     | 0–0 | 0–2 | 0–1 |
| Gandzasar Kapan  | 0–1 | 2–1 | 2–1 |     | 1–1 | 3–2 |
| Piunik Erywań    | 0–3 | 2–1 | 0–0 | 1–2 |     | 0–2 |
| Szirak Giumri    | 0–1 | 1–0 | 1–0 | 0–0 | 0–2 |     |